# Clasificación de marcas
Una clasificación de marca es la forma en que los examinadores de marcas y los abogados de marcas de los solicitantes ordenan los documentos, como las solicitudes de marcas de productos y servicios, según la descripción y el alcance de los tipos de productos o servicios a los que se aplican las marcas. La misma marca o servicio puede (o en muchos casos DEBE) clasificarse en varias clases, y algunos países permiten que se registren varias clases en el mismo documento. Normalmente, cada clase conlleva el pago de tasas, ya se trate de la solicitud inicial o de una renovación de marca.
En algunos casos, una solicitud presentada para descripciones que abarquen más de una clase de productos o servicios podría dividirse posteriormente (previo pago de una tasa) en varias solicitudes diferentes para sincronizarla con un despliegue gradual de múltiples clases de productos. Debido a cuestiones de reivindicación de prioridad internacional, las clases pueden suprimirse de una solicitud pero no añadirse después de la fecha de presentación inicial. A menudo surgen disputas sobre la clasificación exacta que debe aplicarse en una solicitud, en parte porque los registros de anteriores marcas pueden ocupar ya amplias zonas que se solapan con los productos descritos por un solicitante posterior. Muchos países permiten que las marcas abarquen toda una clase sin tener en cuenta las descripciones específicas de los productos o servicios.
Existe una clasificación general de las marcas en marcas de fábrica o de comercio, marcas de servicio, marcas de certificación y marcas colectivas, cada una de las cuales tiene reglas ligeramente distintas. Dentro de las categorías generales de marcas de fábrica, de comercio y de servicios existen docenas de clases internacionales definidas para cada categoría. Véase, por ejemplo, la Clasificación Internacional (de Niza) de Productos y Servicios.
A efectos de obtener la autorización de una marca, es aconsejable buscar en todas las clasificaciones relacionadas de productos y servicios que podrían interactuar con una marca existente potencialmente confusa o ser suministrados por ella. Dependiendo del sector industrial específico en el que opere una empresa, puede ser necesaria más de una clase de productos y servicios para una protección eficaz de la marca.
En Estados Unidos, la USPTO mantiene el Manual de identificación aceptable de productos y servicios para ayudar a solicitantes y examinadores a distinguir entre clasificaciones de forma adecuada y coherente. Deben presentarse descripciones específicas para cada tipo de productos y servicios que vayan a ser cubiertos por el registro, y se rechazarán los términos demasiado amplios, en función de lo “saturada” que pueda estar una clasificación.
1. ↑  «Asistencia de clase de marca». www.tramatm.com. Consultado el 3 de marzo de 2025.

- Datos: Q7832135